# Balawat
Balawat (en siríaco: ܒܝܬ ܠܒܬ, beṯ labat) es un yacimiento arqueológico y aldea moderna en la provincia de Nínive (Irak). Se encuentra a 25 kilómetros al sudeste de la ciudad de Mosul y a 4 kilómetros al sur de la moderna ciudad de Bajdida. Se corresponde con la antigua ciudad neoasiria
de Imgur-Enlil, cuyo significado es "Enlil ha sido favorable". Nótese que también había un muro en la antigua Babilonia llamado Imgur-Enlil.

## Arqueología

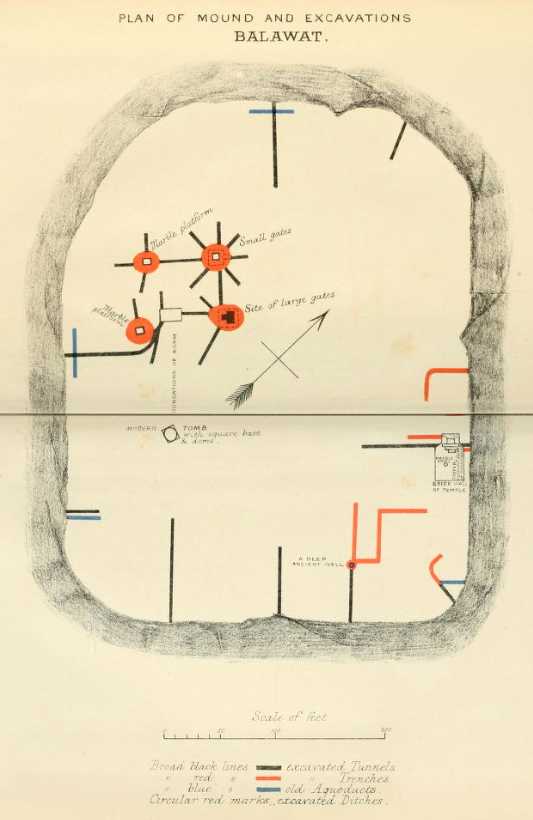
Plan de excavación de Balawat, 1882.

El lugar fue descubierto y después excavado por  el arqueólogo Hormuzd Rassam en 1878 y 1882. En 1956-1957 por Max Mallowan para el British School of Archaeology in Iraq. D. J. Tucker llevó una prospección de superficie en 1989 para el British Museum. Las murallas de la ciudad encierran un área de 64 hectáreas.

## Historia
La ciudad de Imgur-Enlil fue fundada por el rey neoasirio Asurnasirpal II (884-859 a. C.). Se encontraba al este del río Tigris, entre la ciudad de Nínive y Arrapja al sureste por la carretera real asiria. Asurnasirpal II ya había trasladado la capital de Assur a Kalhu, y la fundación de Imgur-Enlil pudo haber sido un paso más en la configuración del imperio neoasirio. La construcción en la ciudad continuó bajo su hijo Salmanasar III y tuvo una vigencia de casi dos siglos hasta que fue, como todas las ciudades asirias, saqueada y destruida por los medos y babilonios con la caída del imperio asirio entre 614-609 a. C.

## Cultura material

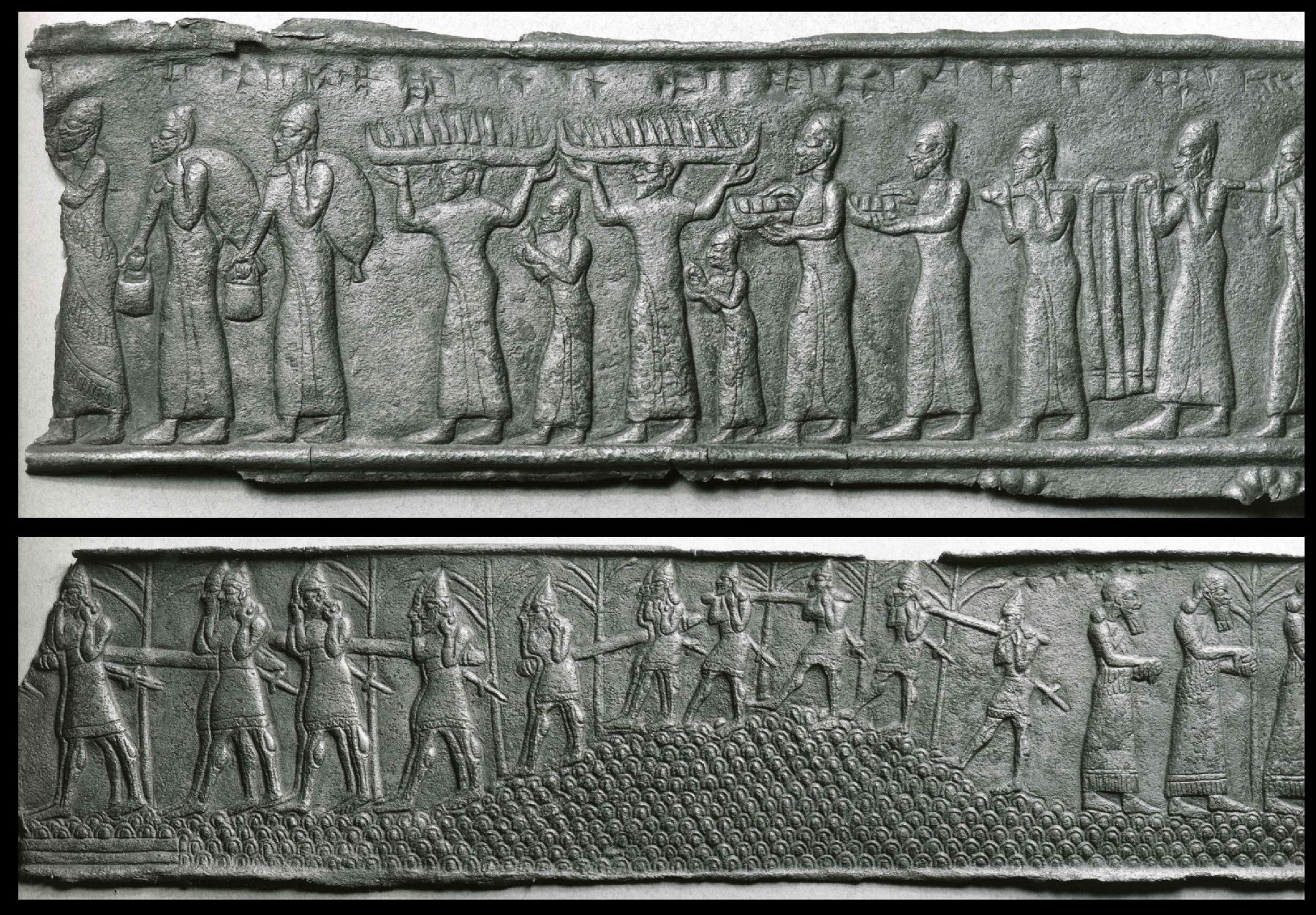
Fragmentos de las puertas de Balawat del Walters Art Museum. En el superior, porteadores con largas túnicas y tocados cónicos llevan tributos al campamento asirio. En el inferior, soldados asirios llevan troncos, marchando a través de un accidentado paisaje boscoso.

Estos se componen de bandas de bronce unidos a través de las uñas de dos puertas de madera del palacio. Las bandas de bronce representan un sacrificio y de guerra escenas de las campañas del rey asirio Salmanasar Neo-III (859 a 824 aC), y fueron las primeras representaciones de los elementos del paisaje (como los árboles y las montañas) en el arte asirio. [6]
Dentro de sus murallas, los edificios que datan de este período incluyen el palacio de Salmanasar III y un templo dedicado al dios de los sueños Mamu. Sin embargo, Balawat es conocida sobre todo por la obra maestra de los bajorrelieves cincelados situados en bandas de bronce en sus grandes puertas de madera que medían aproximadamente 7 metros de altura con 2 metros de anchura en cada hoja. Las bandas de bronce unidas mediante clavos a la madera representan escenas diversas como sacrificios, tributos o escenas de las campañas y expediciones del rey neoasirio Salmanasar III, que han podido identificarse por inscripciones cuneiformes. Son también las primeras representaciones de elementos paisajísticos (como árboles o montañas) del arte asirio.
También se ha podido recuperar documentación epigráfica que ha salido a la luz, como en una tablilla de fundación del templo u otras tablillas legales y administrativas de finales del siglo VIII a. C. y principios del siglo VII a. C.